# Rosasco
Rosasco – miejscowość i gmina we Włoszech, w regionie Lombardia, w prowincji Pawia.
Według danych na rok 2004 gminę zamieszkiwało 710 osób, 37,4 os./km².